# U uredu
U uredu je naziv britanske televizijske serije čiji su autori Ricky Gervais i Stephen Merchant. Serija se sastoji od dvije sezone od šest epizoda, te dvije posebne božićne epizode. Distribuirana u 60 zemalja diljem svijeta, U uredu je najuspješnija BBC-jeva serija ikad snimljena.

## Premisa
Radnja serije smještena je u industrijski gradić Slough u Engleskoj, u maloj podružnici izmišljene tvrtke za prodaju papira Wernham-Hogg, u kojoj (u seriji nikad viđena) BBC-jeva ekipa snima dokumentarac o uredskom životu. Glava ureda jest David Brent (glumi ga Ricky Gervais) čiji česti pokušaji da bude simpatičan svojim zaposlenicima gotovo uvijek rezultiraju iznimno neugodnim situacijama. Davidove karakterne mane, koje se svode na brojne verbalne gafove, nasvjestan rasizam, seksizam i brojne druge društvene neprilagođenosti, autori serije koriste kao humornu osnovu.
Ostali su glavni likovi Davidov ne pretjerano bistar pomoćnik Gareth Keenan (Mackenzie Crook), te Tim Cantenbury (Martin Freeman) i Dawn Tinsley (Lucy Davis), čija je međusobna zaljubljenost važan dio radnje. 
Serija je snimana u obliku lažnog dokumentarca, kamerom iz ruke, bez snimljenog ili studijskog smijeha.

## Glavni likovi

### David Brent
Glavni nadzornik ureda tvrtke Wernham-Hogg u Sloughu, David sebe smatra renesansnim čovjekom, talentiranim za glazbu i filozofiju, te vjeruje da je svima drag, talentirani stand-up komičar i obožavan kao šef. Nažalost, on nije ništa od navedenog. Zapravo je samoljubiv i ljigav, pun loših šala, te se često uvaljuje u nevolje govoreći prije no razmisli. Često okušava biti politički korektnim, no njegovi pokušaji najčešće izgledaju kao gledanje svisoka na žene, etničke manjine, homoseksualce i ljude s posebnim potrebama.
Ipak, Brent nije prikazan kao šef iz pakla, već samo kao tužan čovjek kojemu posao znači više nego što bi trebao. U suštini, namjere su mu najčešće dobre.
Glumi ga Ricky Gervais, scenarist i redatelj serijala, za ovu ulogu 2004. nagrađen Zlatnim globusom za najboljeg glumca u humornoj seriji.

### Tim Cantenbury
Tim je predstavnik prodaje u Wernham-Hoggu, duhovit, simpatičan i nepretenciozan te, za razliku od Davida, bolno svjestan besmislenosti svoga posla. Preinteligentan je za zahtjeve svoga posla, no shvaća da će ga vjerojatno obavljati čitav život. Svijetli su mu trenuci u uredu očijukanje s Dawn (u koju je ozbiljno zaljubljen) i zbijanje nezrelih šala na Garethov račun.
Glumi ga Martin Freeman.

### Gareth Keenan
S Timom dijeli stol, no za razliku od njega, Gareth je nevjerojatno odan svom poslu. Često se hvali svojim iskustvima u Teritorijalnoj vojsci, kojom je potpuno opsjednut, te uživa u živciranju Tima. U uredu ima ulogu voditelja tima, što je položaj kojim se često hvasta, iako mu ne daje apsolutno nikakav autoritet. Za sebe vjeruje da je šarmantan i neodoljiv suprotnome spolu, iako je u interakciji sa ženama vrlo ukočen i često govori krive stvari.
Glumi ga Mackenzie Crook.

### Dawn Tinsley
Dawn je recepcionerka u Wernham-Hoggu. Često mora izvršavati poslove za Brenta, što znači da i mora trpjeti njegove pokušaje humora i društvene interakcije. Život joj dodatno zagorčavaju zaruke s Leejem. Najbolji joj je prijatelj (i tajna simpatija) Tim, s kojim se često druži na recepciji ureda.
Glumi je Lucy Davis.

## Ostali likovi
Lee je Dawnin zaručnik, iako su potpuno suprotnih osobnosti: Dawn je vesela i vedra, dočim je Lee neduhovit i nimalo romantičan.
"Veliki" Keith je računovođa, ogroman građom i općenito poput ljudske statue. Pojavljuje se u ključnim trenucima i svima u nedoumici daje potpuno nepotrebne savjete.
Chris Finch je Davidov navodni najbolji prijatelj, zapravo glasan, neugodan grubijan koji uživa okrutno ga vrijeđajući. 
Jennifer Taylor-Clarke je Brentova šefica u prvoj sezoni. Profesionalna i službena, nije zadivljena načinom na koji on pokušava voditi podružnicu. Brent je iza leđa zove "Camilla Parker-Bowles".
Neil Godwin je Brentov šef u drugoj sezoni, mlad, šarmantan i vrlo profesionalan ali i dvoličan. Davidu zamjera što pokušava biti popularan među zaposlenicama nauštrb posla a i sam radi isto. Pred kamerama uživa podcrtavati svoju nadređenost i ponižavati Brenta, doduše na način suptilniji od Finchyjevog (Chris Finch). Osim kad se nađe u društvu s Finchem, tad rado sudjeluje u seksističkim šalama i ponižavanju Davida.
Rachel je novopridošlica u uredu u drugoj sezoni serije. Vedra je i privlačna, zbog čega je i Gareth i Tim pokušaju zavesti. Kad izabere Tima Dawn postaje vrlo ljubomornom.

## Radnja

### Prva sezona
Tokom prve sezone upoznajemo se s likovima u uredu u kriznom stanju - vše instance u tvrtki odlučile su da treba ukinuti podružnicu u Sloughu ili onu u Swindonu, ovisno o njihovu učinku. Na koncu, odluka pada na Slough, i Brent dobiva novo, bolje radno mjesto, no mora dati otkaz svima ostalima. Ipak, odlučuje zadržati lošiji posao i ostati sa svojom uredskom "obitelji". Kasnije biva otkriveno da Brent nije prihvatio novi posao jer nije prošao sistematski pregled, a ne zbog ljubavi prema svojim zaposlenicima.
Paralelno, pratimo povezanost Tima i Dawn kroz trenutke dok njene zaruke prolaze kroz tešku fazu. Preplah da nešto poduzme, Tim samo promatra Dawn sa strane, te na kraju sezone ostaju samo prijatelji.

### Druga sezona
Nakon ukinuća njihove podružnice, u ured dolaze otpušteni radnici iz Swindona, te njihov šef Neil, koji postaje Brentovim nadzornikom. Tim upoznaje novozaposlenu Rachel i upušta se u romantičnu vezu s njom, što čini Dawn vrlo ljubomornom. Ipak, Tim na koncu sezone prekida s Rachel i otkriva Dawn svoje osjećaje, nakon čega ga ona odbija i odlazi s Leejem u SAD. 
David Brent, nakon brojnih propusta, dobiva otkaz i posao šefa biva ponuđen Timu, koji ga odbija i prepušta Garethu.

### Božićne epizode
Nakon nerazriješenog završetka druge sezone, dvije posebne epizode od 45 minuta predstavljene su u formatu novog dokumentarca, koji pokazuje što se događa s članovima ureda dvije godine nakon izvornog dokumentarca.
David Brent upušta se u šoubiznis, no vrlo neuspješno, što je prikazano kroz niz vrlo neugodnih situacija u kojima se nalazi pokušavaljući iskoristiti malo slave koju je dobio pojavljivanjem u dokumentarcu. Dawn i Lee žive u SAD-u, gdje je Dawn očito nesretna, iako to pokušava prikriti. Tim još uvijek radi u uredu, gdje mu šefuje Gareth, uz brojne, veoma iritantne, nove zaposlenike. 
Stvari se mijenjaju kad na božićni tulum u ured dolaze Brent i Dawn, kojoj je ekipa BBC-ja ponudila priliku da se na nekoliko dana vrati u Slough. Na koncu, Brent odustaje od suludog iskorištavanja svoje minorne slave i upoznaje djevojku kojoj se zbilja sviđa koliko i ona njemu, a Dawn se, nakon što krene kući, ipak predomisli, raskida zaruke s Leejem i vraća Timu. 
Serija završava zajedničkom fotografijom svih glavnih članova starog ureda. 

## Nagrade
U uredu je 2004., iznenađujuće, pobijedila serije američke visoke produkcije (Arrested Development, Monk, Seks i grad, te Will i Grace) u utrci za Zlatni globus za najbolju humornu seriju, te je postala prva britanska serija nakon 25 godina nominirana za tu nagradu, te prva ikad koja ju je i osvojila. Gervais je iste večeri osvojio nagradu uza najbolju mušku izvedbu u humornoj seriji.

## Druge inačice
2005., u SAD-u je s emitiranjem počela američka verzija serije, također naslovljena U uredu, sa Steveom Carellom u glavnoj ulozi. Prva je epizoda doslovce prenesena, dok su kasniji scenariji izvorni. Vrlo je dobro prihvaćena, no zamjera joj se pretjerana optimističnost u odnosu na izvornik. Serija je također prenesena u Njemačku (kao Stromberg), a u pripremi je i francuska inačica (Le Bureau).

## Glumci
- Ricky Gervais kao David Brent
- Martin Freeman kao Tim Cantenbury
- Lucy Davis kao Dawn Tinsley
- Mackenzie Crook kao Gareth Keenan

## Vanjske poveznice
- Službene web-stranice serije
- 'U uredu' na IMDB-u
- Neslužbene obožavateljske stranice